# Cahir járás
Cahir járás (mongol nyelven: Цахир сум) Mongólia Észak-Hangáj tartományának egyik járása. Területe 3398 km². Népessége kb. 2143 fő.
Székhelye Avgaldaj (Авгалдай).